# Jan Szambelańczyk
Jan Szambelańczyk SAC (ur. 23 stycznia 1907 w Radomicach, zm. 2 lipca 1941 w KL Auschwitz) – Sługa Boży, polski duchowny katolicki, męczennik za wiarę, wykładowca wyższego seminarium w Ołtarzewie.

## Życiorys
Był synem Stanisława i Anny z d. Reselskiej. Po ukończeniu wadowickiego gimnazjum Collegium Marianum 7 października 1924 wstąpił do Stowarzyszenia Apostolstwa Katolickiego i kontynuował naukę na wydziale filozofii w Wyższym Seminarium Duchownym Księży Pallotynów w Ołtarzewie. Profesję zakonną złożył 7 października 1926 w Sucharach, a śluby wieczyste trzy lata później 10 października 1929 na ręce ks. Augustyna Zarazy (tamże). W Rzymie ukończył studia na wydziale teologii Uniwersytetu Gregoriańskiego i tam 20 lipca 1930 otrzymał święcenia kapłańskie.
Pracę podjął w seminarium w Ołtarzewie jako wykładowca filozofii scholastycznej.
Po wybuchu II wojny światowej został aresztowany przez gestapo 23 maja 1941. Poddany torturom na Pawiaku trafił następnie do niemieckiego obozu koncentracyjnego w Auschwitz, gdzie umarł z wycieńczenia (ciało ks. Szambelańczyka spalono w krematorium).
Zapamiętano go jako „Apostoła Nadziei”. Zmarł w opinii świętości, a współwięźniowie przytaczają jego podnoszące współwięźniów na duchu wypowiedzi.
Jest jednym z 122 Sług Bożych, wobec których 17 września 2003 rozpoczął się proces beatyfikacyjny drugiej grupy męczenników z okresu II wojny światowej.